# Piñon (Új-Mexikó)
Piñon önkormányzat nélküli és statisztikai település az új-mexikói Otero megyében, Egyesült Államokban. Tengerszint feletti magassága 1847 méter, a 24-es és 506-os állami utak kereszteződésénél helyezkedik el. Piñon postája 1907-ben nyílt meg. 2014-ben az állam politikai legkonzervatívabb településének választották. A 2020-as népszámlálás idején a lakosság száma 24 fő volt.
A terület száraz és gyakran erdőtüzektől szenved. 2011 júniusában egy vihar után 1385 holdnyi terület égett le a településtől nyugatra.

## Története
A területen először mogollón indiánok telepedtek le, I. e. 200 körül, akiknek uralma az 1450-es években ért véget, mikor az apacs indiánok elfoglalták. 1907-ben nevezte el John W. Nations, a területen található piñon fenyők után.

## Népesség
| 2010 | 25 |
| 2020 | 24 |